# Arromanches-les-Bains
Arromanches-les-Bains (w skrócie Arromanches) – miejscowość i gmina we Francji, w regionie Normandia, w departamencie Calvados.
Według danych na rok 1990 gminę zamieszkiwało 409 osób, a gęstość zaludnienia wynosiła 299 osób/km² (wśród 1815 gmin Dolnej Normandii Arromanches-les-Bains plasuje się na 504. miejscu pod względem liczby ludności, natomiast pod względem powierzchni na miejscu 1108.).

## Położenie geograficzne
Arromanches leży na wybrzeżu Kanału La Manche, około ośmiu kilometrów na północny wschód od Bayeux i 25 kilometrów na północny zachód od Caen. Sąsiednie gminy to Saint-Côme-de-Fresné i Tracy-sur-Mer.

## Historia

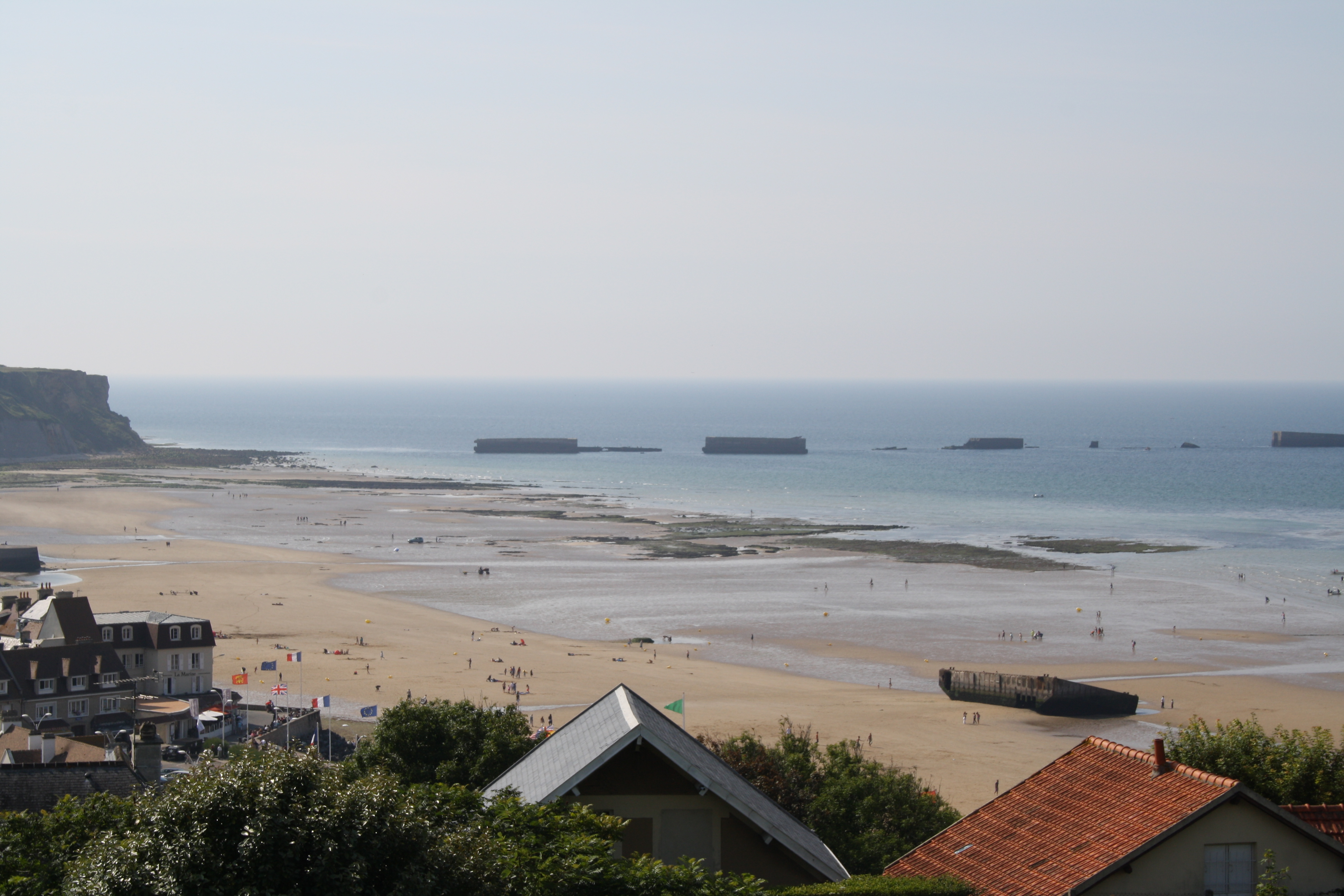
Plaża Gold przed Arromanches z pozostałościami portu „Mulberry B”

Podczas lądowania aliantów w Normandii w toku II wojny światowej w 1944 roku (operacja Overlord) Arromanches znajdował się w sekcji desantowej plaży Gold. Po wylądowaniu jeden z dwóch sztucznych portów (Mulberry B) został zbudowany u wybrzeży, przez który żołnierze i zapasy zostały sprowadzone na brzeg. Do budowy sztucznego falochronu użyto wyeksploatowanych statków osadzonych w wyznaczonych miejscach na dnie. Należy do nich też polski statek SS Modlin (wcześniej ORP Wilia) zatopiony 8 czerwca 1944. Pozostałości tego portu można dziś jeszcze oglądać.

## Gospodarka
Głównym źródłem utrzymania Arromanches jest turystyka. Oprócz kempingu oferowane są liczne zajęcia rekreacyjne - wędrówki piesze, rowerowe i korzystanie z plaży.

## Atrakcje turystyczne

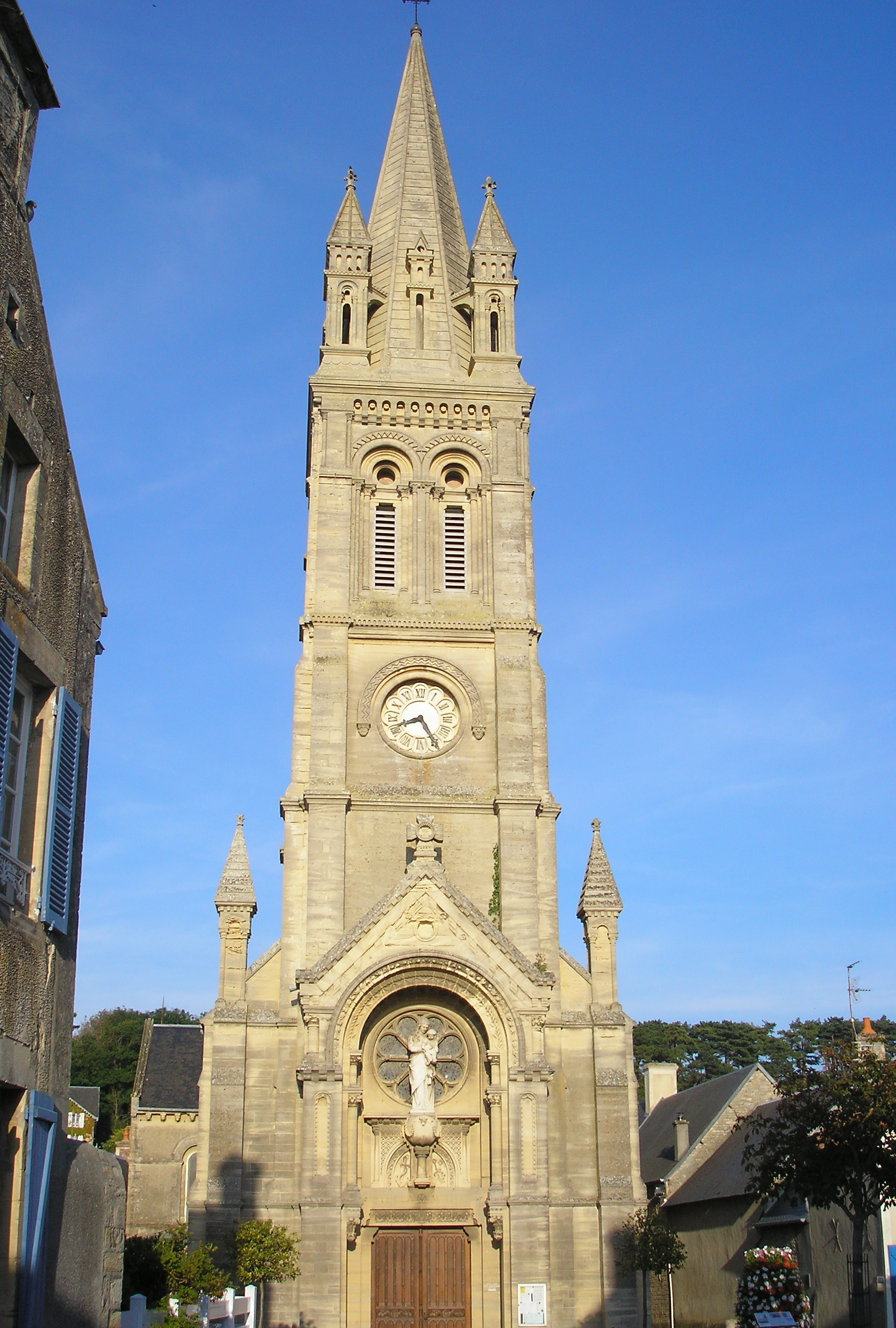
Kościół Saint-Pierre

- Musée du Débarquement - Eksponaty: Model sztucznego portu, mundury i medale aliantów, broń, jeepy oraz wiele zdjęć lądowiska dokumentujących operację Overlord;
- Kino Arromanches 360° - wyświetlany jest tam 20-minutowy film pt. 100 dni w Normandii (Lądowanie i początkowe walki o przyczółek). Seanse odbywają się co 30 minut[2];
- Kościół Saint-Pierre, zbudowany w połowie XIX wieku w stylu neoromańskim.